# Château de la Martinière (Neuvy-le-Roi)
Pour les articles homonymes, voir Château de la Martinière.
Le château de la Martinière est un château situé à Neuvy-le-Roi (Indre-et-Loire).

## Historique
Le château est construit par la famille Rondeau-Martinière. En 1898, Louis-Charles Rondeau-Martinière (1820-1903) fait don à l'église Saint-Vincent de deux vitraux. Louis-Pierre Rondeau-Martinière (1856-1928), conseiller municipal, historien local membre de la Société archéologique de Touraine (SAT), y réside.On ne dispose pratiquement pas de renseignements sur la Martinière. La seule indication nous est donnée par le registre des matrices cadastrales signalant que le château est en construction en 1835, celle-ci devait être assez avancée puisque le château et les bâtiments de la ferme situés au Nord-Ouest figurent sur le cadastre de 1834, il sera imposé fiscalement comme nouvelle construction en 1841. Sachant que l'imposition se fait généralement un an ou deux après la fin de la construction, on peut déduire les dates de construction entre 1835 et 1840. Une augmentation de construction est précisée en 1888, concernant les bâtiments situés sur la parcelle 364 de l'ancien cadastre. S'agit-il de l'Orangerie située à l'extrémité du bâtiment Ouest. Sinon le château est resté propriété de la famille Rondeau-Martinière depuis sa construction. Louis-Charles Rondeau-Martinière (1820-1903) offrit en 1898 à l'église paroissiale Saint-Vincent de Neuvy-le-Roi deux vitraux représentant saint Pierre et saint Martin pour commémorer ses cinquante ans de mariage (1847-1897) avec Amélie Lépingleux. Louis-Pierre Rondeau-Martinière (1856-1928) conseiller municipal de la commune de Neuvy-le-Roi pendant 30 ans et membre de la Société archéologique de Touraine y vécut, il écrivit de nombreux articles sur l'histoire du canton, notamment sur la collégiale de Bueil et sur les cloches anciennes du canton de Neuvy-le-Roi.
Le domaine de La Martinière, c'est-à-dire le château et les bâtiments des communs qui lui sont contemporains, est inscrit au titre des Monuments historiques par arrêté du 24 décembre 2024.

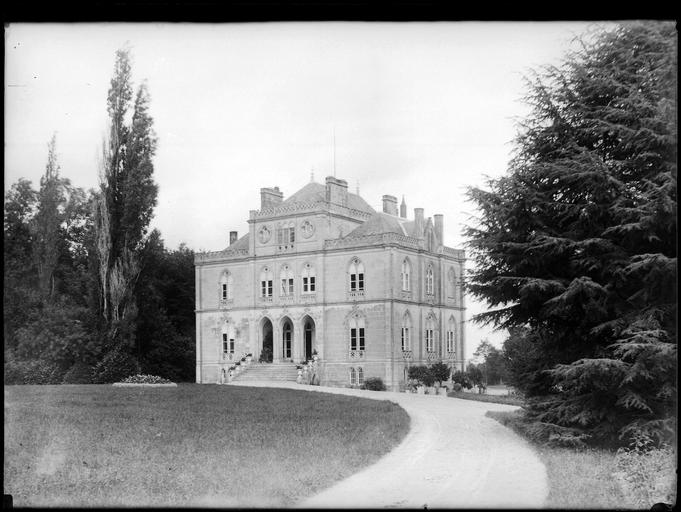
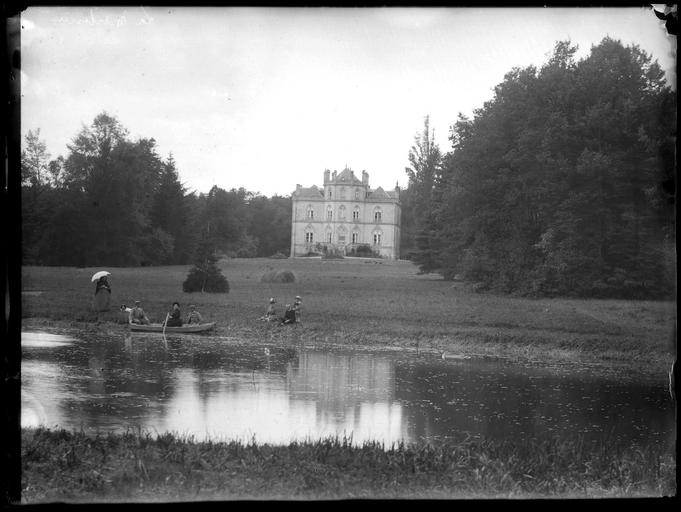

### Description de l'édifice
L'élévation et l'ordonnancement du château sont basés sur un rythme ternaire avec une ornementation architecturale de style néo-gothique. La partie centrale des façades principales est d'une hauteur supérieure aux 2 parties latérales, leur largeur identique est divisée verticalement en trois travées étroites au centre, et en une seule travée sur les côtés. La partie centrale est dans l'alignement des parties latérales sur la façade Sud-Ouest alors qu'elle se détache en saillie, sur 3 pans coupés, sur la façade Nord-Est. Les façades latérales Nord-Ouest et Sud-Est sont également divisées en 3 travées, la verticalité est accentuée par la présence de trumeaux séparant les baies, et par celle du pignon triangulaire surmontant la partie centrale. L'ornementation des baies se décline autour de la forme de l'arc brisé et du motif du quadrilobe. Les fenêtres en arc brisé sont divisées en 2 compartiments appelés formes, soit de manière traditionnelle sur toute la hauteur par un meneau de pierre, soit uniquement dans la partie supérieure de l'arc, elles sont surmontées d'un quadrilobe. À l'étage supérieur de la partie centrale, sur la façade Sud-Ouest, une triple baie encadre deux quadrilobes, qui font fonction de baies à part entière et non de motif décoratif. L'ornementation est plus chargée au rez-de-chaussée avec un motif de feuillages ornant l'arc des fenêtres, les gardes-corps sont sculptés en pierre selon les motifs de lancette, quadrilobe et croisillon. 
L'entrée au rez-de-chaussée se fait sur la façade Sud-Ouest par un escalier droit de huit marches donnant accès à un hall voûté avant de pénétrer à l'intérieur. On accède à l'entrée de la façade Nord-Est par un escalier tournant à 2 volées droites. 
Les communs sont situés au Nord-Ouest du château, disposés autour d'une cour carrée. La construction en pierre de taille est soignée, elle est ornée de larges baies en plein cintre et de pilastres. Le bâtiment Ouest, couvert d'un toit à longs pans, qui a dû servir de remise à voitures est percé de grandes baies en plein cintre, à l'extrémité Sud est accolé une construction pentagonale, percé de larges baies, couvert d'un toit plat, utilisé autrefois comme orangerie. Le bâtiment Sud, à 1 étage dans sa partie centrale et en rez-de-chaussée dans les parties latérales a du servir de logement. Le bâtiment Nord est composé aussi d'une partie centrale élevée servant ici de pigeonnier et de logements pour les animaux dans les parties latérales. Le bâtiment Est, plus simple était utilisé pour l'étable. Entre l'étable et le château se trouve une citerne d'eau placée dans une cuve métallique sur un grand trépied.